# Bassa (langue krou)
Pour les articles homonymes, voir Bassa.
Cet article concerne la langue krou. Pour la langue bantoue, voir Bassa (langue bantoue).
Le bassa (autonyme : Ɓǎsɔ́ɔ̀, 𖫢𖫧𖫳𖫒𖫨𖫰𖫨𖫱) est une langue krou, parlée traditionnellement par les Bassas (en), principalement au Liberia et par quelques milliers de personnes en Sierra Leone.

## Dialectes
Il existe les dialectes suivants : gbor, gba sor, mabahn, hwen gba kon, bassa central, bassa de Rivercess,.

## Utilisation
Le bassa est parlé par 648 000 personnes au Liberia en 2015, surtout dans les comtés de Bong, Grand Bassa, Montserrado, Margibi et à l'ouest du comté de River Cess.
Il est également parlé en Sierra Leone, principalement dans la capitale Freetown et ses alentours, par 5 730 personnes en 2006.
Ceux qui parlent le bassa utilisent aussi le créole libérien et il est utilisé comme langue seconde par les locuteurs du gbii (en).

## Écriture

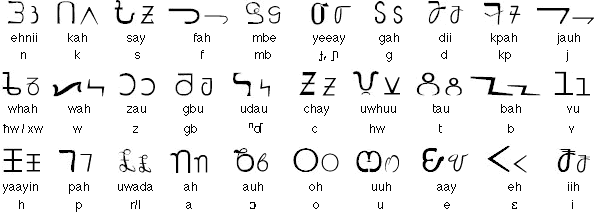
Caractères bassa

Une forme modifiée de l'alphabet latin est utilisé pour écrire le bassa, les hommes âgés utilisant encore l'alphabet bassa (ou vah).
| a | b | ɓ | c | d | ɖ | dy | f | g | gb | gm | h | hw | i | j | k | kp | m | n | ny | o | ɔ | p | s | t | v | w | xw | z |